# Albert Baliesima
 (août 2021).
 Albert Baliesima Kadukima  (né à Nobili le 2 octobre en 1962) est un homme politique de la République démocratique du Congo et député national, élu de la circonscription de Beni dans la province du Nord-Kivu,,,.

## Biographie
Albert Baliesima est né à Nobili le 2 octobre 1962. Il est élu député national dans la circonscription électorale de Beni de la province du  Nord-Kivu en République démocratique du Congo. Il est membre du parti politique ADRP.